# National Trucks Manufacturer
La société National Trucks Manufacturers Ltd - NTM a été créée en décembre 1975 par le gouvernement fédéral du Nigeria à la suite d'un accord de coopération avec le groupe italien FIAT IVECO pour l'assemblage et la fabrication de 7.000 camions et de 3.000 tracteurs agricoles par an.
La société n'est devenue pleinement opérationnelle et n'a atteint son plein régime de production avec l'assemblage de camions et de tracteurs agricoles qu'en 1980. En 1981, elle a connu un pic de production avec 3 183 camions, une valeur inférieure de moitié à la capacité installée et aux engagements du gouvernement nigérian. En 1986, la production est tombée à 212 camions et la société a dû malheureusement fermer ses portes en 1987 en raison de conditions économiques très défavorables.
La société est restée en sommeil jusqu'en 2002.
Dans le cadre de la politique de privatisation lancée par le gouvernement fédéral, la société a été privatisée en décembre 2002 et 75 % du capital a été cédé à « ART ENGINEERING & CONSTRUCTION LTD », une filiale d'ART GROUP, en juin 2003, l'État du Nigéria conservant une minorité de 25 %.
Après cette privatisation, la nouvelle direction de NTM Ltd a conclu des accords de coopération avec des constructeurs de véhicules industriels asiatiques, Great Wall, CNHTC, Jinan Flybo (Qingqi) YTO tractors et Jinbei Motors, pour lui fournir les appuis techniques nécessaires à l'assemblage, la fabrication, la vente et l'entretien de ces véhicules ainsi que la formation des salariés.
En 2011, l'entreprise compte 350 salariés mais envisage d'arrêter son activité à cause du manque de débouchés et de la concurrence des mêmes produits importés à moindre coût.